# Personalprozess
Ein Personalprozess ist ein Ablauf, der auf das betriebliche Personalwesen ausgerichtet ist. Personalprozesse werden auch als personalwirtschaftliche Prozesse bezeichnet und unterscheiden sich von betrieblichen Materialprozessen, Produktionsprozessen, Marketingprozessen, Finanzprozessen, Informationsprozessen und Rechnungswesenprozessen. Ein Personalprozess ist entweder ein Geschäftsprozess oder ein Führungsprozess.
Auch in der Personalwirtschaft der betrieblichen Praxis gewinnen heute Prozessbetrachtungen einen steigenden Stellenwert. Business Reengineering wird auch im Personalwesen zu einem unverzichtbaren Thema. Bei den Personalmanagern und Personalsachbearbeitern ist hinsichtlich des Prozessdenkens ein Umdenken erforderlich. Es steht außer Frage, dass die Anforderungen an das prozessbezogene Denken der Personalmitarbeiter künftig immer mehr steigen werden. Ein Personalprozess lässt sich ganz unterschiedlich strukturieren. So kann dieser Prozess aus den Funktionen Personalbedarfsplanung, Personalbeschaffung, Personaleinsatz und Personalfreisetzung, aber auch aus Personalplanung, Personalbeschaffung, Personaleinsatz/-betreuung und Personalfreisetzung bestehen. Es sind also verschiedene Personalprozesse zu unterscheiden.

## Ebenenbezogene Personalprozesse
Die ebenenbezogenen Personalprozesse beziehen sich auf die betrieblichen Hierarchieebenen. Es gibt folgende Prozessarten:
- Der Gesamtprozess des Personalwesens, der das ganze Unternehmen und dessen Umfeld betrifft. Für den einwandfreien Ablauf eines solchen Prozesses ist der Top-Manager der Personalwirtschaft zuständig, z. B. ein Arbeitsdirektor, der strategische Personalprozesse zu entwickeln hat.
- Der Bereichsprozess des Personalwesens, der auf den Personalbereich bzw. den Arbeitsmarkt und den Informationsmarkt ausgerichtet ist. Dieser personalwirtschaftliche Prozess besteht aus der Personalplanung, Personalbeschaffung, Personaleinsatz und Personalwirtschaftskontrolle. Für diesen taktischen Prozess ist ein Personalleiter zuständig, der dem Arbeitsdirektor unterstellt ist.
- Der Gruppenprozess des Personalwesens, der als sachbezogener Prozess beispielsweise in einem Lohnbüro aus den Phasen der Sammlung bzw. Berechnung von Lohndaten und der Lohnauszahlung besteht. Dieser operative Prozess wird von einer Gruppe bzw. von mehreren Gruppen abgewickelt.
- Der Einzelprozess des Personalwesens, der an einer einzelnen Stelle der Personalabteilung anfällt, deren operative Aufgaben von einem Personalsachbearbeiter zu erledigen sind, z. B. das Sammeln, Prüfen und Berechnen einzelner Lohnstunden.

Die Gestaltung solcher Personalprozesse ist internen bzw. externen Experten zu übertragen, z. B. Prozessorganisatoren, Informationsmanagern, EDV-Experten und Personalmanagern.

## Bereichsbezogene Personalprozesse
Ein bereichsbezogener Personalprozess besteht aus den Phasen der Personalplanung (mit personalwirtschaftlichen Zielen), Personalbeschaffung, Personaleinsatz und Personalwirtschaftskontrolle. Hier sind zu unterscheiden:
- Die Personalplanungsprozesse, die den Ablauf der gedanklichen Vorwegnahme des zukünftigen Personalgeschehens im Unternehmen zeigen, z. B. individuelle (u. a. Karriereplanungsprozesse) oder kollektive Personalplanungsprozesse (u. a. Personalbestands-/Personalbedarfsplanungsprozesse).
- Die Personalbeschaffungsprozesse, welche umfassende Bereitstellungsmaßnahmen bzw. Abläufe der für das Unternehmen erforderlichen Arbeitskräfte umfassen, z. B. Prozesse der Personalanforderung, der Bewerbungsbearbeitung, der Vorauswahl bzw. der Personalauswahl.
- Die Personaleinsatzprozesse, die mit der Phase des Personalzugangs (z. B. in der Probezeit) beginnen, durch die bedeutsame Phase des Personalhaupteinsatzes fortgesetzt werden und mit der Phase des Personalabgangs enden.
- Die Personalwirtschaftskontrollprozesse, welche die Überwachung und Untersuchung des betrieblichen Personalwesens betreffen, z. B. Soll-Ist-Vergleiche der Personalkosten, der Fehlzeiten und der Fluktuation des Personals.

## Begleitende Personalprozesse
Der oben dargestellte und auf den Personalbereich bezogenen Prozesse werden z. B. durch verschiedene personalwirtschaftliche Prozesse begleitet. Der Personaleinsatzprozess wird z. B. durch Personalverwaltungsprozesse, Personalbeurteilungsprozesse, Personalentwicklungsprozesse, Personalentlohnungsprozesse und Personalbetreuungsprozesse unterstützt.

## Übergreifende Personalprozesse
Für den effektiven Ablauf des personalwirtschaftlichen Bereichsprozesses ist der Personalchef verantwortlich.
Dabei wird er vom Personalcontrolling hinsichtlich der Personalplanung, Personalkontrolle, Personalsteuerung und Informationsversorgung unterstützt. Der effiziente Prozess des Personalcontrolling ist dem personalwirtschaftlichen Prozess parallel- bzw. übergelagert und auf Erfolg ausgerichtet. 

## Optimierung von Personalprozessen
Das Hauptziel der Aktivität einer Personalabteilung ist nicht mehr in der Erfüllung der reinen Verwaltungsfunktion zu sehen, sondern in einem intelligent geführten, aktiven und innovativen Bereich, der maßgeblich am Erfolg des Unternehmens beteiligt ist. Die Optimierung von Personalprozessen stellt auf diesem Weg einen ganz besonderen Schritt dar. Dabei geht es um folgende personalwirtschaftliche Ziele:
- Die Kosten der Personalprozesse sind zu senken
- Die Prozessqualität ist zu erhöhen
- Die Durchlaufzeiten sind im Personalbereich zu verkürzen
- Die prozessbezogenen Innovationen sind zu steigern
- Die termingerechte Personalarbeit ist anzustreben.

Insgesamt müssen die organisatorischen Prozessaktivitäten auch im Personalbereich ökonomisch vertretbar sein, d. h. das Verhältnis des wertmäßigen Outputs zum wertmäßigen Input soll in einer angemessenen Relation stehen.
Das betroffene betriebliche Personal ist auf das Prozessdenken vorzubereiten und entsprechend zu schulen. Erst auf dieser Basis ist es sinnvoll, eine personalwirtschaftliche Software führender Anbieter einzuführen, wie z. B. SAP/R3 HR oder PeopleSoft HRM. Diese Software unterstützt den neuen personalwirtschaftlichen Denkansatz und kann somit zum Geschäftserfolg des Unternehmens beitragen.